# Pseudaonidia dimidiata
Pseudaonidia dimidiata är en insektsart som beskrevs av Brimblecombe 1956. Pseudaonidia dimidiata ingår i släktet Pseudaonidia och familjen pansarsköldlöss. Inga underarter finns listade i Catalogue of Life.